# ATP Finals 2019 - Doppio
ATP Finals 2019 - doppio: Mike Bryan e Jack Sock erano i detentori del titolo, ma Sock non si è qualificato mentre Mike si è qualificato col fratello Bob decidendo di non partecipare però a questa edizione.
In finale Pierre-Hugues Herbert e Nicolas Mahut hanno sconfitto Raven Klaasen e Michael Venus con il punteggio di 6–3, 6–4.

## Teste di serie
1. Juan Sebastián Cabal /  Robert Farah (semifinale)
2. Łukasz Kubot /  Marcelo Melo (semifinale)
3. Kevin Krawietz /  Andreas Mies (round robin)
4. Rajeev Ram /  Joe Salisbury (round robin)

1. Raven Klaasen /  Michael Venus (finale)
2. Jean-Julien Rojer /  Horia Tecău (round robin)
3. Pierre-Hugues Herbert /  Nicolas Mahut (campioni)
4. Ivan Dodig /  Filip Polášek (round robin)

### Riserve
1. Henri Kontinen /  John Peers (non hanno giocato)

1. Jérémy Chardy /  Fabrice Martin (non hanno giocato)

## Tabellone

### Legenda
| - Q = Qualificato - WC = Wild card - LL = Lucky loser | - ALT = Alternate - SE = Special Exempt - PR = Protected Ranking | - w/o = Walkover - r = Ritirato - d = Squalificato |

 Parte Finale 
|  | Semifinali | Semifinali                          | Semifinali                          | Semifinali | Semifinali |  |  | Finale | Finale                              | Finale                              | Finale | Finale |  |
|  |            |                                     |                                     |            |            |  |  |        |                                     |                                     |        |        |  |
|  | 7          | Pierre-Hugues Herbert Nicolas Mahut | Pierre-Hugues Herbert Nicolas Mahut | 6          | 7          |  |  |        |                                     |                                     |        |        |  |
|  | 2          | Łukasz Kubot Marcelo Melo           | Łukasz Kubot Marcelo Melo           | 3          | 64         |  |  | 7      | Pierre-Hugues Herbert Nicolas Mahut | Pierre-Hugues Herbert Nicolas Mahut | 6      | 6      |  |
|  | 5          | Raven Klaasen Michael Venus         | 65                                  | 7          | [10]       |  |  | 5      | Raven Klaasen Michael Venus         | Raven Klaasen Michael Venus         | 3      | 4      |  |
|  | 1          | Juan Sebastián Cabal Robert Farah   | 7                                   | 610        | [6]        |  |  |        |                                     |                                     |        |        |  |

 Gruppo Max Mirnyi 
|   |                                     | Cabal Farah      | Krawietz Mies       | Rojer Tecău         | Herbert Mahut | RR V–P | Set V–P    | Game V–P    | Classifica |
| 1 | Juan Sebastián Cabal Robert Farah   |                  | 7–6(7), 6–2         | 2–6, 7–5, [8–10]    | 3–6, 5–7      | 1–2    | 3–4 (43%)  | 30–33 (48%) | 2          |
| 3 | Kevin Krawietz Andreas Mies         | 6(7)–7, 2–6      |                     | 7–6(3), 4–6, [10–6] | 5–7, 6(3)–7   | 1–2    | 2–5 (28%)  | 31–39 (44%) | 4          |
| 6 | Jean-Julien Rojer Horia Tecău       | 6–2, 5–7, [10–8] | 6(3)–7, 6–4, [6–10] |                     | 3–6, 6(4)–7   | 1–2    | 3–5 (38%)  | 33–34 (49%) | 3          |
| 7 | Pierre-Hugues Herbert Nicolas Mahut | 6–3, 7–5         | 7–5, 7–6(3)         | 6–3, 7–6(4)         |               | 3–0    | 6–0 (100%) | 40–28 (59%) | 1          |

La classifica viene stilata in base ai seguenti criteri: 1) Numero di vittorie; 2) Numero di partite giocate; 3) Scontri diretti (in caso di due giocatori pari merito ); 4) Percentuale di set vinti o di games vinti (in caso di tre giocatori pari merito); 5) Decisione della commissione.
 Gruppo Jonas Björkman 
|   |                             | Kubot Melo          | Ram Salisbury       | Klaasen Venus | Dodig Polášek    | RR V–P | Set V–P   | Game V–P    | Classifica |
| 2 | Łukasz Kubot Marcelo Melo   |                     | 6(5)–7, 6–4, [10–7] | 3–6, 4–6      | 4–6, 6–4, [10–5] | 2–1    | 4–4 (50%) | 31–33 (48%) | 2          |
| 4 | Rajeev Ram Joe Salisbury    | 7–6(5), 4–6, [7–10] |                     | 3–6, 4–6      | 3–6, 6–3, [10–6] | 1–2    | 3–5 (38%) | 28–34 (45%) | 3          |
| 5 | Raven Klaasen Michael Venus | 6–3, 6–4            | 6–3, 6–4            |               | 6(4)–7, 4–6      | 2–1    | 4–2 (67%) | 34–27 (56%) | 1          |
| 8 | Ivan Dodig Filip Polášek    | 6–4, 4–6, [5–10]    | 6–3, 3–6, [6–10]    | 7–6(4), 6–4   |                  | 1–2    | 4-4 (50%) | 32–31 (51%) | 4          |

La classifica viene stilata in base ai seguenti criteri: 1) Numero di vittorie; 2) Numero di partite giocate; 3) Scontri diretti (in caso di due giocatori pari merito ); 4) Percentuale di set vinti o di games vinti (in caso di tre giocatori pari merito ); 5) Decisione della commissione.